# Renata Gorgen
Renata Görgen (Rio de Janeiro, 25 de novembro de 1973) é uma remadora brasileira.
É atleta do Clube de Regatas do Flamengo; remou pelo Club de Regatas Vasco da Gama nas temporadas de 1999 e 2002.
Chegou a ser bailarina dos seis aos 16 anos.

## Principais títulos
- 5º lugar Pan 2007 - four skiff
- Campeã sul-americana de 1997 - four skiff [2]
- Vice-campeã sul-americana de 2002 e 2003 - four skiff[2]
- Vice-campeã sul-americana de 2003 - single skiff[2]
- Campeã brasileira de 1995 e 1997 - dois sem timoneiro
- Campeã brasileira de 2006 - double skiff
- Vice-campeã brasileira de 2007 - double skiff[3]
- 9 vezes campeã estadual do Rio de Janeiro